# Абрахимович (герб)

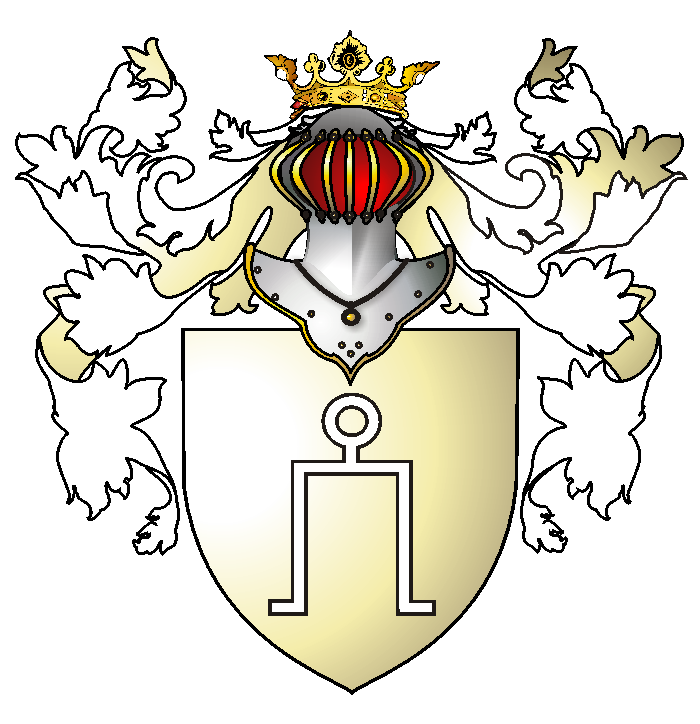
Герб Абрахимович — по версии Станислава Дзядулевича

Абрахимович (Абрагимович — пол. Abrahimowicz) — польский дворянский герб татарского происхождения.

## Происхождение
Герб татарского происхождения, известен с конца XIV — начала XVI века. Упоминание о родоначальнике рода Абрахиме Бахтияровиче датируется 1523 годом.

## Описание
|                                                       | W polu barwy niewiadomej jarzmo tatarskie z kólkiem u góry. Nad helmem w koronie trzy pióra strusie. (пол.) |  | В поле цвета неизвестного ярмо татарское с кольцом наверху. Над шлемом в короне три пера страусовых. |  |
| Juliusz Ostrowski: Księga herbowa rodów polskich, T.2 | |  | |  |

## Роды — носители герба
Владельцем герба является дворянский род Абрахимовичей (Абрагимовичей). Кроме того, герб использовали Ходыревичи (Chodyrewicz), Тимирчичи (Timirczyc) и Тымирчичи (Tymirczyc).